# Řád Rio Branco
Řád Rio Branco (portugalsky: Ordem de Rio Branco) je státní vyznamenání Brazilské republiky. Založen byl roku 1963 a udílen je občanům Brazílie i cizím státním příslušníkům. Velmistrem řádu je úřadující prezident republiky.

## Historie a pravidla udílení
Řád založil prezident João Goulart dekretem č. 51697 ze dne 5. února 1963. Pojmenován byl po brazilském politikovi a státníkovi José Paranho, baronu z Rio Branco, který na počátku 20. století definoval a upevnil státní hranice Brazílie. Velmistrem řádu je úřadující prezident Brazílie. Kancléřem řádu je ministr zahraničních věcí Brazílie. Udílen je za záslužné činy fyzickým i právnickým osobám a to jak Brazilcům, tak cizincům. Vyznamenání se uděluje jednou ročně v den narozenin barona z Rio Branco a to vždy 20. dubna.
Řád byl reformován dekretem č. 66434 ze dne 10. dubna 1970 a opětovně dekretem č. 73876 ze dne 29. března 1974.

## Insignie
Řádový odznak má tvar bíle smaltovaného maltézského kříže. Uprostřed je kulatý medailon. Medailon je lemován tmavě modře smaltovaným kruhem se zlatým nápisem UBIQUE PATRIAE MEMOR. V medailonu je zeměkoule svým vzhledem odpovídající vyobrazení zeměkoule na brazilské vlajce. Na zadní straně jsou životní data barona z Rio Branco 1845 • 1912.
Řádová hvězda má tvar osmiúhelníku s konkávními stranami, který se skládá z různě dlouhých paprsků. Na osmiúhelníku je položen řádový odznak.
Stuha je modrá s bíle lemovanými okraji.

## Třídy
Řád je udílen v pěti třídách. K řádu náleží také záslužná medaile.
- velkokříž (Grã-Cruz) – Řádový odznak se nosí na široké stuze spadající z pravého ramene na protilehlý bok. Řádová hvězda se nosí nalevo na hrudi. Počet žijících členů řádu v této třídě není omezen.
- velkodůstojník (Grande Oficial) – Řádový odznak se nosí na stuze kolem krku. Řádová hvězda se nosí nalevo na hrudi. Počet žijících členů v této třídě je omezen na 60.
- komtur (Comendador) – Řádový odznak se nosí na stuze kolem krku. Řádová hvězda této třídě již nenáleží. Počet žijících členů této třídy je omezen na 50.
- důstojník (Oficial) – Řádový odznak se nosí na úzké stuze s rozetou nalevo na hrudi. Počet žijících členů řádu v této třídě je omezen na 40.
- rytíř (Cavaleiro) – Řádový odznak se nosí na úzké stuze bez rozety nalevo na hrudi. Počet žijících členů v této třídě je omezen na 30.
- medaile (Medalha) – Počet žijících nositelů medaile není omezen.

velkokříž
velkodůstojník
komtur
důstojník
rytíř
medaile